# Stade Charles-Mathon
Pour les articles homonymes, voir Mathon.
Le stade Charles-Mathon est un stade de rugby à XV situé à Oyonnax, dans l'Ain. C'est le stade du club Oyonnax Rugby.
Depuis l'intersaison 2015, la pelouse est synthétique ce qui en fait le premier stade du Top 14 à être doté d'une telle surface.

## Nom du stade

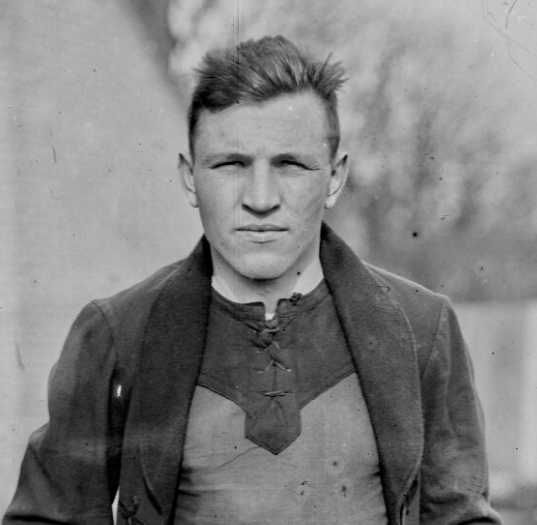
Charles Mathon, grand joueur du C.S. Oyonnax dans les années 1920 et 1930.

Il a été nommé ainsi en mémoire du joueur Charles Mathon, qui a longtemps joué à Oyonnax dans les années 1920 et 1930, avant de se reconvertir dans le rugby à XIII, et qui est mort lors de la Seconde Guerre mondiale.

## Histoire sportive
Le stade Charles-Mathon est connu pour sa réputation de « citadelle imprenable ».

## Rénovation et fréquentation

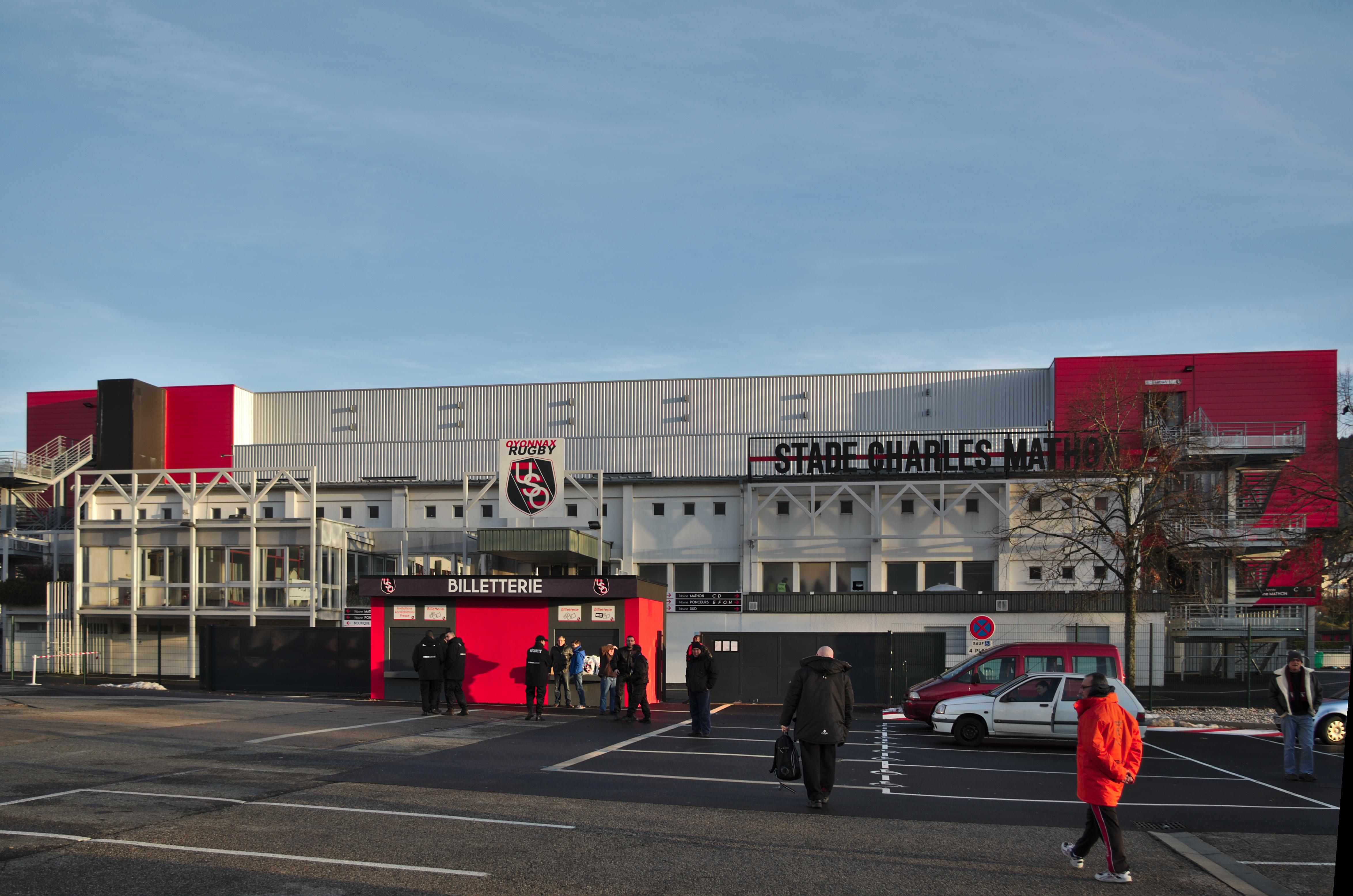
Entrée du stade.

Le précédent record d'affluence de 7 500 spectateurs datait de la saison 2009-2010, lors de la réception de l'équipe de Grenoble. En effet, le stade était plus petit, mais était équipé de tribunes supplémentaires provisoires à ce moment-là. 
Des travaux ont été réalisés pendant l'été 2011, avec la construction d'une nouvelle tribune Ponceur plus grande (3 800 places), et plus proche du terrain grâce à la suppression de la piste d'athlétisme.
Un record d'affluence a été atteint lors du match contre le Lyon OU pendant la saison 2012-2013, avec 8 172 spectateurs.[réf. nécessaire]
Durant l'été 2013, dans le but de répondre aux exigences du Top 14, d'importants travaux ont de nouveau été réalisés :
- Construction d’une nouvelle tribune principale Mathon, afin d’améliorer la capacité d’accueil du public, portant celle-ci à 1 728 places assises et couvertes, des partenaires avec l’apparition de loges, avec un espace médias bien distinct.
- Construction d’une nouvelle tribune Sud de 2 000 places couvertes ;
- Aménagement du stade, avec un contour synthétique permettant l’évacuation de la neige, la mise aux normes de l’éclairage, la suppression de la piste d’athlétisme pour rapprocher le public du terrain, de nombreux travaux sur les énergies ;
- Construction d'un espace évènementiel, avec notamment une boutique et un espace réception pour les joueurs[4].

Lors de la saison 2013-2014, un nouveau record est établi le samedi 19 avril 2014 lors du match US Oyonnax - Stade toulousain (19-19), avec 11 303 spectateurs.[réf. nécessaire]
Durant l'été 2014, l'USO dote son stade d'une pelouse chauffée pour lutter contre les aléas météorologiques auxquels est soumis Oyonnax. Malgré cela, la pelouse supporte mal la saison et le club décide alors pendant l'été 2015 d'installer une pelouse synthétique, devenant le premier club du Top 14 à évoluer sur une telle surface.
À l’intersaison 2015/2016, la tribune En-but Nord est construite derrière les poteaux nord et accueillait 1 000 spectateurs assis. Mais au début de la saison 2016-2017, la tribune En-But Nord disparait, et la capacité de la tribune En-But Sud est doublée pour accueillir 4000 spectateurs et ainsi porter à 10 000 le nombre de places assises dans le stade.

Le stade Charles-Mathon depuis la tribune Ponceurs (mai 2015)